# خانواده سابانجی
خانواده سابانجی (به انگلیسی: Sabancı family) خانواده اهل ترکیه فعال در تجارت و کارآفرینی می‌باشند، که در حال حاضر پس از خانواده کوچ، به‌عنوان دومین خانواده ثروتمند ترک، شناخته می‌شوند.
خانواده سابانجی توسط حاجی عمر سابانجی بنیان‌گذاری شد و امروزه نسل دوم و سوم از این خانواده، که فرزندان ساکیپ سابانجی می‌باشند، کنترل شرکت‌ها و دارایی‌های خانواده سابانجی را برعهده دارند.
این خانواده از طریق شرکت سابانجی هولدینگ، مالکیت ۷۰ شرکت تابعه و زیرمجموعه را، در اختیار دارد، که برای نمونه می‌توان به شرکت‌هایی چون: هواپیمایی پگاسوس، آکبانک، تمسا، آویوا اس‌ای و انرژیسا، اشاره کرد. دانشگاه سابانجی نیز متعلق به این خانواده می‌باشد.
مجله فوربز در سال ۲۰۰۴ دارایی خانواده سابانجی را معادل ۳٫۴ میلیارد دلار برآورد کرد و این خانواده را در رتبه ۱۴۷ از ثروتمندترین افراد جهان رتبه‌بندی نمود.